# أيمن أصفري
أيمن أصفري (ولد في 8 يوليو 1958) هو رجل أعمال سوري بريطاني. شغل منصب الرئيس التنفيذي لشركة بتروفاك للخدمات نفطية متعددة الجنسيات المسجلة في جيرسي والتي تخدم صناعات إنتاج ومعالجة النفط والغاز والطاقة من عام 2002 إلى 2020)، وأصبح بعدها عضو غير تنفيذي في مجلس الإدارة.

## الحياة المبكرة
وُلد أيمن أصفري في سوريا وهو ابن دبلوماسي، ولكن نشأ خارج البلاد. بدأت مسيرته المهنية في سلطنة عمان حيث عمل كمهندس استشاري متخصص في اختبارات التربة. تخرج من جامعة فيلانوفا في ولاية بنسلفانيا بالولايات المتحدة، ثم حصل على درجة الماجستير في الهندسة المدنية والحضرية من جامعة بنسلفانيا. كما التحق بكلية وارتون التابعة لجامعة بنسلفانيا للحصول على درجة الماجستير في إدارة الأعمال.

## المسيرة المهنية
شغل أيمن أصفري قبل انضمامه إلى بتروفاك منصب المدير العام لشركة كبرى متخصصة في البناء المدني والميكانيكي فيسلطنة عمان. التحق ببتروفاك عام 1991 عندما كانت تمتلك مصنعًا واحدًا فقط في تايلر، تكساس. عام 2001 استحوذ على الشركة ثم طرحها للاكتتاب العام في بورصة لندن عام 2005. في فبراير 2015، قدرت مجلة فوربس صافي ثروته بـ1.2 مليار دولار. كما حصل على جائزة رائد الأعمال للعام من إرنست آند يونغ لفئة المملكة المتحدة في عام 2011. عام 2019، شهد راتب أصفري في بتروفاك انخفاضًا بنسبة 45٪، ليصل إلى 980,000 جنيه إسترليني، مقارنة بـ1.8 مليون جنيه إسترليني في عام 2018. وفي 31 ديسمبر 2020، تنحى عن منصب الرئيس التنفيذي، ليصبح عضوًا غير تنفيذي في مجلس الإدارة اعتبارًا من يناير 2021.

## السياسة
في مايو 2017 تبرع أصفري وزوجته بمبلغ 100,000 جنيه إسترليني للحملة الانتخابية لحزب المحافظين البريطاني، وذلك قبل أيام من الموعد المقرر لإجراء مكتب مكافحة الاحتيال الخطير مقابلة مع أصفري فيما يتعلق بتحقيقه في شركة أونا أويل. وفي المجمل، تبرع أيمن وسوسن أصفري بمبلغ 794,000 جنيه إسترليني للحزب بين عامي 2009 و2017. بعد سقوط نظام الأسد في سوريا، أشاد أصفري بالثوار والتقى بالرئيس أحمد الشرع في يناير 2025. وأشارت التقارير إلى أن أصفري كان مرشح لمنصب رئيس وزراء الحكومة الانتقالية التكنوقراطية السورية، لكن هذا لم يتحقق.

## وصلات خارجية
- Britain's wealth pioneers thriving against the odds
- Petrofac Official Website